# Stagetillus
Genre
Synonymes
- Hyctiota Strand, 1911

Stagetillus est un genre d'araignées aranéomorphes de la famille des Salticidae.

## Distribution
Les espèces de ce genre se rencontrent en Asie du Sud-Est.

## Liste des espèces
Selon World Spider Catalog (version 21.5, 05/01/2021) :
- Stagetillus banda (Strand, 1911)
- Stagetillus irri Maddison, 2020
- Stagetillus opaciceps Simon, 1885

## Publication originale
- Simon, 1885 : « Arachnides recueillis par M. Weyers à Sumatra. Premier envoi. Annales de la Société Entomologique de Belgique, vol. 29, p. 30-39 (texte intégral).